# António José da Costa Couto Sá de Albergaria
António da Costa Couto Sá de Albergaria (São Miguel do Mato, Concelho de Arouca, Área Metropolitana do Porto, 15 de agosto de 1850 – 1921) foi um professor, jornalista, dramaturgo e escritor português.
Escreveu também com os pseudónimos de João Chorinca e Gabriel da Rasa.
Dedicou-se sobretudo ao jornalismo e à actividade literária. Fez parte da redacção de vários jornais humorísticos, tendo inclusive fundado alguns deles, como «O Sorvete», em 1878, e «O Porto Cómico», em 1880. Dirigiu inúmeros jornais, tendo sido redactor do Jornal de Notícias, onde, durante largos anos, manteve a secção «De raspão», famosa pela sua popularidade e pela qualidade dos versos humorísticos, pautados pela crítica social de tom irónico.
Publicou alguns romances, dos quais se destaca «O Segredo do Eremita», bem como inúmeras peças de teatro de revista. Com efeito, dentre elas, destaca-se a opereta «O Diabo Louro», que foi a peça de inauguração do Teatro Carlos Alberto, no Porto, 14 de Outubro de 1897 e «O Brasileiro Pancrácio» (1893), que lhe granjeou grande popularidade nos palcos lisboetas.

## Obras
- Os Filhos do Padre Anselmo (1904) (eBook)
- O Segredo do Eremita (1902)

### Peças de teatro
- O Brasileiro Pancrácio (1893)[7]
- O Porto por um Canudo[2] (14 de Fevereiro de 1885);[5]
- As Pastilhas do Diabo[2][7]
- O ovo da galinha pinta[2]
- Bicho de Sete Cabeças[7][2]
- Filha do Diabo (1897)[7][2]